# Ánna Triandafyllídou
Ánna Triandafyllídou (grec moderne : Άννα Τριανταφυλλίδου) est une sociologue grecque née en 1968. Elle est récipiendaire d'une bourse de la Canada Excellence Research Chair sur la migration et l’intégration à la Ryerson University. Depuis 2012, elle est rédactrice en chef du journal académique Journal of Immigrant and Refugee Studies.

## Jeunesse et formation
Triandafyllídou naît en 1968. Elle obtient une licence universitaire de l'Université Panteion, puis un doctorat de l'Institut universitaire européen pour sa thèse intitulée A socio-psychological study of party behaviour,.

## Carrière
Après son doctorat, Triandafyllídou travaille à l'Université de Surrey, à la London School of Economics, au CNR à Rome, à l'Institut universitaire européen et à l'Université Démocrite de Thrace. En 2000, elle est récipiendaire d'une bourse Fulbright Scholar-in-Residence pour travailler à l'Université de New York. Jusqu'en 2004, Triandafyllídou est professeure invitée au Collège d'Europe à Bruges, à la suite de quoi elle devient membre (Senior Fellow) de la Hellenic Foundation for European and Foreign Policy (ELIAMEP). Elle est également éditrice pour le Journal of Immigrant and Refugee Studies jusqu'en 2012 lorsqu'elle en devient la rédactrice en chef. En 2012, Triandafyllídou est nommée directrice de programme et coordinatrice du projet de diversité culturelle pour le Global Governance Programme. Elle est évaluatrice pour DG Home policies sur le sujet de l'intégration des migrants et a été consultante pour le parlement européen sur des sujets d'immigration. En 2019, Triandafyllídou est nommée à la Canada Excellence Research Chair pour les migrations et l'intégration à la Ryerson University à Toronto, Ontario. En 2021, elle obtient le titre de docteur honoris causa à l'Université de Liège.